# Im Namen meiner Tochter – Der Fall Kalinka
Im Namen meiner Tochter – Der Fall Kalinka ist ein französischer Kinofilm, der am 20. Oktober 2016 in die deutschen Kinos kam.

## Inhalt
Der Film eröffnet mit der Verhaftung André Bamberskis und zeigt in einer großen Rückblende die Geschichte dahinter:  
1974 lernen er und seine Frau Danielle, genannt Dany, den deutschen Arzt Dr. Dieter Krombach kennen, der unweit ihres Hauses wohnt. Kalinka, die Tochter der Bamberskis, ist mit Krombachs Tochter befreundet und verbringt auch Zeit im Hause Krombach. Als die Bamberskis in den Winterurlaub fahren, folgt Krombach ihnen. Während der Fahrt dorthin hat die Familie einen Autounfall, bei dem André und Kalinka verletzt werden. Sie müssen im Krankenhaus bleiben. Krombach nutzt die Gunst der Stunde und macht sich an Dany ran. Sie lässt sich darauf ein. Das führt später zur Trennung von ihrem Ehemann André und zu einer neuen Ehe mit Krombach. 
1982 leben Kalinka, inzwischen 14 Jahre alt, und ihr Bruder bei ihrem Vater in Frankreich. In den Sommerferien fliegen beide zu ihrer Mutter nach Deutschland. Kurze Zeit später erreicht André Bamberski die Nachricht vom Tod seiner Tochter. Da der Leichnam nach Frankreich überführt werden soll, wird  er zuvor obduziert. Bamberski lässt den Obduktionsbericht ins Französische übersetzen und ist bestürzt, denn darin wird angedeutet, dass die Tochter missbraucht und getötet wurde. Diese Unsicherheit lässt Bamberski fortan nicht mehr ruhen und er setzt alles daran, Krombach der Vergewaltigung und der Tötung zu überführen. Bamberski ist von der Schuld Krombachs am Tod seiner Tochter fest überzeugt. Er nimmt den Kampf gegen juristische Widerstände in Frankreich und Deutschland auf. Die Tragödie aufzuklären wird erklärtes Ziel in seinem Leben. Nach 30 Jahren schafft er es endlich, Krombach der französischen Justiz auszuliefern. Allerdings nur, indem er Krombach zuvor entführen ließ. 

## Historischer Hintergrund
Der Film basiert auf dem Justizdrama um die Tötung von Kalinka Bamberski. Der Fall erregte Aufsehen, weil der Vater des Opfers den Täter Dieter Krombach mehr als 25 Jahre nach der Tat von Deutschland nach Frankreich verschleppen ließ, um dort ein Gerichtsverfahren und eine Verurteilung zu ermöglichen, nachdem entsprechende Auslieferungsersuche von den deutschen Behörden mehrfach abgelehnt worden waren.

## Kritiken
„Garenq, der sich an den Ablauf der realen Ereignisse hält, gelingt es nicht immer, den verwinkelten Rechtsstreit in eine schlüssige Dramaturgie zu kanalisieren. […] Das beschränkende Konzept von juristischer Realitätsnähe und Vaterperspektive wird vor allem an der Figur der Mutter des verstorbenen Mädchens deutlich, die ihren zweiten Mann viel zu lange gegen jeden Verdacht verteidigt und eigene Schuldverstrickungen zu verleugnen sucht. Nur vage rührt der Film an die Komplexität dieser Verdrängungsleistung, die eine differenziertere Analyse verdient hätte.“